# 1807 aux échecs
| Années des échecs : 1804 - 1805 - 1806 - 1807 - 1808 - 1809 - 1810    |
| Décennies des échecs : 1770 - 1780 - 1790 - 1800 - 1810 - 1820 - 1830 |

Cet article présente les faits marquants de l'année 1807 aux échecs.

## Événements majeurs
Le 6 avril, fondation du London Chess Club, à Londres .

## Divers
- Dans un livre, l’abbé Jean-Antoine Dubois fait le lien entre les échecs et le chaturanga indien[1].
- Armand-Charles-Daniel de Firmas-Périés publie « Le jeu de stratégie » [1].
- En Angleterre, Jacob Sarratt réussit à faire passer l’idée que le pat est équivalent à un match nul : auparavant, le joueur bloqué perdait la partie[1]. Sous son influence, cette règle, et plus généralement les règles dites « continentales », sont adoptées par le London Chess Club[2].

## Naissances
- Herbert Worrall, qui associera son nom à une variante de la partie espagnole, l’attaque Worrall[1].
- 17 mars : Augustus Mongrédien, notamment président du London Chess Club (de 1839 à 1870)[1].
- 10 mai : Bernhard Horwitz, member de la Pléiade berlinoise[1].

## Nécrologie
- 11 juillet : George Atwood, qui a notamment transcrit les parties de Philidor[1].